# Булгар, Степан Степанович
Степан Степанович Булгар (род. 10 июня 1953, Виноградовка, Украинская ССР, СССР) — гагаузский писатель, историк, журналист, общественный и политический деятель. Основатель и председатель бывшего гагаузского Народного движения «Гагауз халкы».
Кандидат исторических наук. Почётный гражданин Гагаузии. Главный редактор журналов «Сабаа йылдызы» и «Гюнешчик».
Автор множества научных и публицистических изданий (в том числе фундаментального труда по истории гагаузского народа — «История гагаузов с периода средневековья до настоящего времени»).

## Биография
Степан Булгар родился 10 июня 1953 года в селе Виноградовка Болградского района Одесской области в крестьянской семье, где «хорошо знали и чтили гагаузские народные обычаи, народный фольклор».
Отец — Степан Георгиевич Булгар (1927—1953), мать — Мария Михайловна Булгар (урождённая Чебан; 1929—1986), оба также родом из Виноградовки (Курчий). Дедушка по матери — Михаил Николаевич Чебан (1907—1986), «большой знаток гагаузской народной культуры».

### Образование
После окончания службы в армии в 1977 году поступил в Кишинёвский государственный университет (ныне Молдавский государственный университет) на исторический факультет. В годы учёбы в вузе изучал этнографию гагаузов и пишет курсовые работы под общим названием «Этнографическая литература о гагаузах» под научным руководством кандидата исторических наук Степана Степановича Куроглу. Также изучал труды русского этнографа Валентина Мошкова «Гагаузы Бендерского уезда», «Тюрки Балканского полуострова», «Сборник тюркских наречий», «Материалы по изучению гагаузского наречия тюркского языка», «Скифы и их соплеменники фракийцы», «Этнографические очерки и материалы» и фундаментальное двухтомное исследование под названием «Новая теория о происхождении человека и его вырождение, составленное по данным зоологии, геологии, археологии, антропологии, этнографии, истории и статистики».

### Литературная и общественная деятельность
Основную часть своей жизни Степан Булгар посвятил исследовательской деятельности. Собирал материалы о гагаузах, им были написаны десятки статей и очерков, отражающих историю, жизнь и культуру народа автономии.
Рассказы писателя выходили в различных изданиях на русском, молдавском, украинском и турецком языках. Произведения автора включены в учебную программу гагаузских школ.
Из современных гагаузских писателей на творчество Степана Булгара оказали влияние рассказы гагаузского писателя Дмитрия Карачобана, с которым он был хорошо знаком. Степан приезжал на родину Карачобана в село Бешалма. В историко-этнографическом музее, директором которого был Карачобан, они обсуждали художественные произведения С. Булгара. Много ценных советов и замечаний было получено молодым писателем во время этих бесед. Первый сборник рассказов С. Булгара рекомендовал к печати Д. Кара Чобан.
В 1980-е годы в Союзе писателей Молдовы была создана гагаузская секция, активным членом которой был Степан Булгар.
В 1980 году в республиканской газете «Советская Молдавия» была опубликована первая статья Степана «Певец новой жизни».
В период создания С. Булгаром в своём родном селе Виноградовка историко-этнографического музея большую помощь ему оказал своими советами Дмитрий Карачобан. В 1981 году музей был открыт. В создании музея большую роль сыграли многие председатели колхоза им. XXII съезда КПСС.
В 1988 году вышел первый сборник документальных рассказов С. Булгара на гагаузском языке «Жан пазары». В 1989 году в сборнике «Илкиаз тюркюсю» была опубликована повесть «Каурма». В 1990 году в издательстве «Литература артистикэ» вышла книга художественных рассказов «Жанавар йортулары». В этой книге собраны рассказы, где отображены различные характеры гагаузов.
В 1996 году Исполнительный комитет Гагаузии учредил журнал на гагаузском языке «Сабаа йылдызы» с приложением «Гюнешчик».
В 1999 году Гагаузским национальным театром (ныне Гагаузский национальный драматический театр) была поставлена пьеса Степана Булгара «Сын падишаха».

### Политическая деятельность
Выступал и боролся за национальные права гагаузского народа и создание гагаузской автономии. В 1988 году Степан Булгар стал основателем Народного движения «Гагауз халкы». В мае 1989 года на съезде движения писатель был избран его председателем.
В феврале 1989 года Степан Булгар вместе с активистами движения «Гагауз халкы» Д. Савастиным, Г. Стаматовым, Д. Новаком, В. Топалом, Д. Сиркели организовали митинг перед зданием ЦК КП Молдавии. Однако за участие в этом митинге все его участники были арестованы милицией.
В период с 1988 года С. Булгар был ведущим на заседаниях «Гагауз халкы», а в мае 1989 года Степан Булгар был избран на съезде гагаузского народа председателем Народного движения «Гагауз халкы». В августе 1989 года С. Булгар во главе делегации представителей гагаузского народа встретился в Москве с председателем Верховного Совета СССР Анатолием Лукьяновым, где обсуждались вопросы, связанные с созданием гагаузской автономии.
В сентябре 1989 года в Молдавии была создана комиссия Президиума Верховного Совета Молдавской ССР по изучению запросов народных депутатов СССР и других обращений граждан по созданию автономии гагаузского народа. Руководителем рабочей группы по юридическому обоснованию создания автономии был назначен С. С. Булгар. С докладом по этому вопросу он выступил на заседании комиссии в декабре 1989 года в Кишинёве.
На Чрезвычайном съезде полномочных представителей гагаузского народа 12 ноября 1989 года основной доклад сделал его председатель Степан Булгар. На этом съезде было провозглашено создание Гагаузской Автономной Советской Социалистической Республики в составе Молдавской ССР. В период создания автономии в 1988—1990 годах С. Булгар часто выступал на митингах в городах и сёлах. Находясь в мае 1989 года в Москве, он выступал на митинге в Лужниках.
По вопросам гагаузской автономии Степаном Булгаром были опубликованы интервью в газетах «Советская Молдавия», «Знамя», «Ленинский путь», а также в материалах российской прессы. В сентябре 1989 года в газете «The New York Times» корреспондент Билл Келлер опубликовал статью про движение «Гагауз халкы» и фото Степана Булгара.
Благодаря активной политической борьбе С. Булгара в декабре 1994 года парламент Молдовы принял закон о создании «Автономно-Территориального образования Гагаузия (Гагауз Ери)».

### Научная деятельность
С 2004 года Степан Булгар работал руководителем Совета научных исследований в области истории, культуры и образования при Исполнительном комитете Гагаузии, начальником отдела истории и этнографии Центра научных исследований и учебно-методической работы при Главном управлении образования АТО Гагаузия.
В 2011—2013 годах — заведующий отделом истории и этнографии Научно-исследовательского Центра Гагаузии им. М. В. Маруневич. С 2013 года исполнял обязанности директора Научноисследовательского Центра Гагаузии им. М. В. Маруневич.

## Награды
10 июня 2018 года был награждён орденом «Гагауз Ери».